# Giuseppe Antonio Pianca
Giuseppe Antonio Pianca (Agnona, 1703 – Milano, 1762) è stato un pittore italiano.
Nato a Agnona, frazione di Borgosesia, fu attivo principalmente nell'Italia nord-occidentale, fuggì da Varallo per un mancato matrimonio e risiedette dapprima a Milano dove nel 1720 gli fu commissionato il dipinto Maddalena nella casa del Fariseo, oggi perduto, e poi a Novara.
Risiedette anche a Genova, ove la sua opera venne influenzata dal Magnasco, con cui collaborò.
Il suo stile è caratterizzato da un tocco corposo e sanguigno, di sapore popolaresco, da pennellate di robusto impasto.

## Opere
Tra le sue opere:
- St. Jerome, olio su tela, 99.5 x 74 cm, Museo d'arte occidentale e orientale di Odessa
- Ravvedimento della Maddalena, olio su tela, Palazzo Rosso, Genova.
- Soprapporta con soggetti marini e scene classiche in grisaille tono giallino, 1751, Palazzo Tornielli Bellini, Novara[1].
- San Carlo comunica gli appestati, 240x140 olio su tela, Sant'Antonio e l'usuraio, 150x130, olio su tela chiesa di Agnona.
- Natura morta e Crocefissione, duomo di Biella.
- Martirio di un santo, 1745, 420x300, olio su tela, chiesa di Sant'Eufemia, Novara.
- Famiglia di pastorelli in riposo con capre, olio su tela, 90x108.
- Paesaggio con san Gerolamo, olio su tela, 75x130.
- Paesaggio roccioso con torrenti, olio su tela, 110x160.
- Riposo durante la fuga in Egitto, olio su tela, 83x98.
- Assunzione della Vergine, 1745, 405x280, olio su tela, chiesa di Santa Maria Assunta, Ghemme.
- Battesimo di Gesù, 96x71, olio su tela, chiesa di Sant'Antonio, Vacciago.
- San Sebastiano, 96x61, olio su tela, chiesa di Sant'Antonio, Vacciago.
- San Cristoforo e San Luigi di Francia 160x135 cad., olio su tela, chiesa di Sant'Antonio, Vacciago.
- La pazienza di Giobbe, 180x149, olio su tela, locali della canonica, Duomo di Novara.
- Pietà e Transito di San Giuseppe, 92x130 cad., olio su tela, chiesa di San Michele (Ospedale Maggiore), Novara.
- I genitori della Vergine, 1755, 146x112,5, olio su tela, Pinacoteca Malaspina, Pavia
- La Sacra Famiglia, 1755, 146x112,5, olio su tela, Pinacoteca Malaspina, Pavia[2]
- Giacobbe e Rachele al pozzo e Gesù e l'adultera, 129x90 cad., olio su tela, casa parrocchiale Borgosesia.
- Madonna e bambino in gloria con Santi e Deposizione di Cristo, 390x200 cad., olio su tela, chiesa di San Giuseppe, Rima.
- Madonna con Bambino, 70x70, olio su tela, Archivio Diocesano, Novara.
- Fuga in Egitto, 180x135, olio su tela, Pinacoteca Civica, Varallo.
- Battesimo di Gesù, 206x153, olio su tela, Pinacoteca Civica, Varallo.
- Sacra Famiglia e Sant'Anna, 92x170, chiesa della Madonna di Campagna, Pallanza.
- Santa Maria Maddalena, San Girolamo, San Francesco, San Brunone, 120x91 cad., olio su tela, Museo Civico, Novara (attribuiti al Magnasco sono stati riattribuiti al Pianca dallo storico dell'arte Roberto Longhi)[3].
- Paesaggio con fiume e figura di vecchio e Paesaggio con fiume e rovine, 29x20 cad, olio su tela, Museo Civico, Novara.